# Adia cinerea
Adia cinerea är en tvåvingeart som först beskrevs av Robineau-desvoidy 1830.  Adia cinerea ingår i släktet Adia och familjen blomsterflugor.
Artens utbredningsområde är Frankrike. Inga underarter finns listade i Catalogue of Life.